# Tivyna sonora
Espèce
Synonymes
- Dictyna sonora Wunderlich, 1987

Tivyna sonora est une espèce d'araignées aranéomorphes de la famille des Dictynidae.

## Distribution
Cette espèce est endémique du Sonora au Mexique,. Elle se rencontre à Guaymas.

## Description
Le mâle holotype mesure 1,77 mm et la femelle paratype 1,90 mm.

## Systématique et taxinomie
Cette espèce a été décrite sous le protonyme Dictyna sonora par Gertsch et Davis en 1942. Elle est placée dans le genre Tivyna par Montana, Cala-Riquelme, Crews, Gorneau, Al-Jamal, Alequín, Spagna, Ballarin et Esposito en 2025.

## Étymologie
Son nom d'espèce lui a été donné en référence au lieu de sa découverte, le Sonora.

## Publication originale
- Gertsch & Davis, 1942 : « Report on a collection of spiders from Mexico. IV », American Museum novitates, no 1158, p. 1-19 (texte intégral).